# Achini Kulasuriya
Waliarawe Gedara Achini Kalhari Kaushalya Kulasuriya (* 7. Juni 1990 in Matale, Sri Lanka) ist eine sri-lankische Cricketspielerin, die seit 2015 für die sri-lankische Nationalmannschaft spielt.

## Aktive Karriere
Kulasuriya gab ihr Debüt in der Nationalmannschaft im November 2015 bei der Tour in Neuseeland, wobei sie dort jeweils ihr erstes WODI und WTwenty20 bestritt. Zunächst spielte sie nur vereinzelte Spiele im Team. Bei der Tour in Australien im Oktober 2019 erreichte sie im dritten WODI 3 Wickets für 50 Runs. Im sri-lankischen Team für den ICC Women’s T20 World Cup 2020 konnte sie dort unter anderem 2 Wickets für 19 Runs gegen Bangladesch erzielen. Bei den Commonwealth Games 2022 spielte sie für Sri Lanka ein Spiel und konnte dabei nicht herausstechen. Auch beim ICC Women’s T20 World Cup 2023 wurde sie für Sri Lanka nominiert, erzielte dort jedoch in vier Spielen nur ein Wicket.